# Haminoeidae
Famille
Synonymes
- Bullactidae Thiele, 1926[2]
- Smaragdinellidae Thiele, 1925[2]
- famille Atydidae Thiele, 1925[3]
- famille Bullactidae Thiele, 1926[3]
- famille Hamineidae[3]
- famille Smaragdinellidae Thiele, 1925[3]
- sous-famille Atydinae Thiele, 1925[3]
- sous-famille Haminoeinae Pilsbry, 1895[3]

Les Haminoeidae sont une famille de mollusques gastéropodes de l'ordre des Cephalaspidea. Ils sont présents essentiellement dans les estuaires, et littoraux vaseux, mais aussi pour certains dans les récifs de corail.

## Description
Les Haminoeidae ont une coquille ovoïde mesurant de 3 à 30 mm. Ce sont des escargots parfois très colorés mais pouvant aussi prendre une coloration proche des fonds marins sur lesquels ils vivent.

## Taxinomie
Le nom de cette famille a longtemps été controversé. Elle fut parfois nommée Atyidae ou Atydidae, elle a également été orthographiée Haminaeidae.
De nombreux genres ont été proposés pour cette famille, mais les différentes espèces restent difficiles voire impossible à identifier à l'œil nu. Tant que l'analyse de l'anatomie interne et de l'ADN des Haminoeidae  ne sera pas mieux connu, le statuts des différents genres et espèces restera incertain.

### Liste des genres
Selon World Register of Marine Species (29 novembre 2018) :
- genre Aliculastrum Pilsbry, 1896
- genre Atys Montfort, 1810
- genre Austrocylichna Burn, 1974
- genre Bakawan Oskars & Malaquias, 2019
- genre Bullacta Bergh, 1901
- genre Cylichnatys Kuroda & Habe, 1952
- genre Diniatys Iredale, 1936
- genre Haloa Pilsbry, 1921
- genre Haminella Thiele, 1925
- genre Haminoea Turton & Kingston (in Carrington), 1830
- genre Lamprohaminoea Habe, 1952
- genre Liloa Pilsbry, 1921
- genre Papawera Oskars & Malaquias, 2019
- genre Phanerophthalmus A. Adams, 1850
- genre Roxaniella Monterosato, 1884
- genre Smaragdinella A. Adams, 1848
- genre Vellicolla Oskars, Too, Rees, P. M. Mikkelsen, Willassen & Malaquias, 2019
- genre Weinkauffia Monterosato, 1884

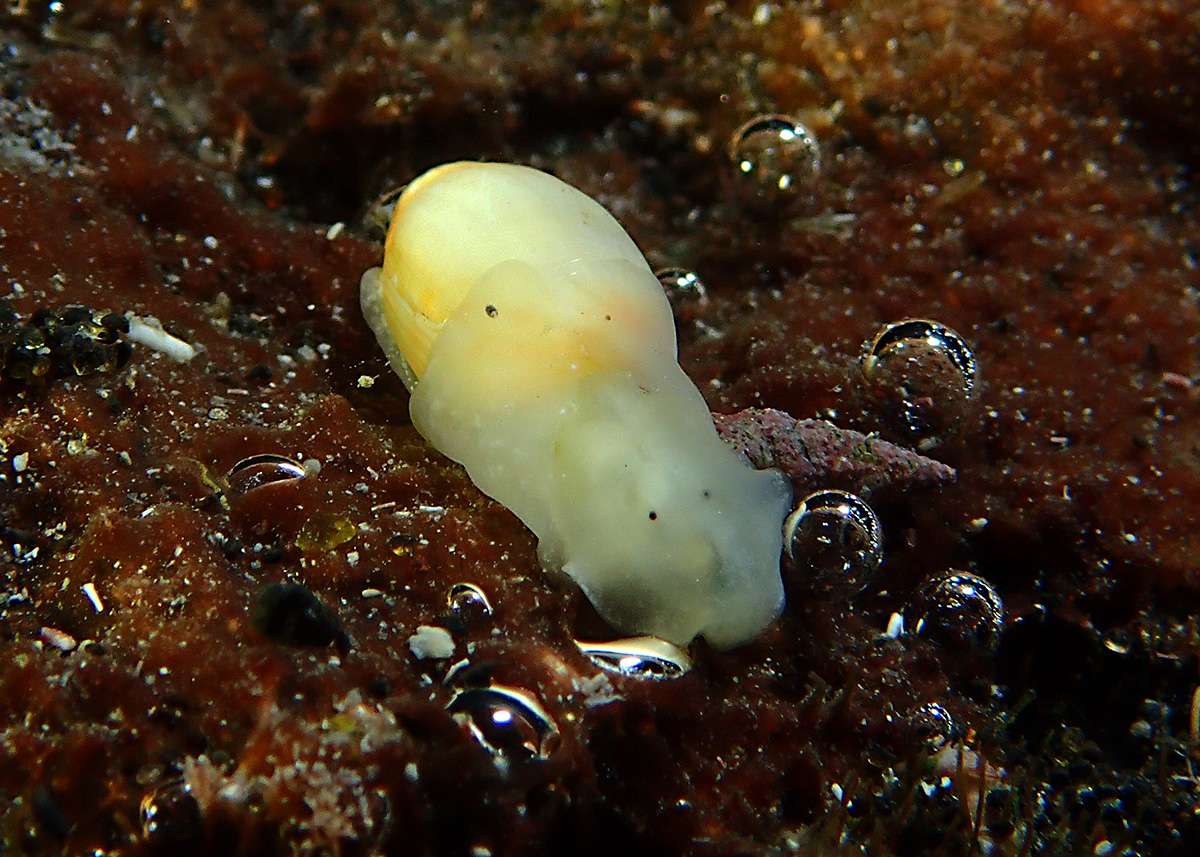
Aliculastrum cylindricum
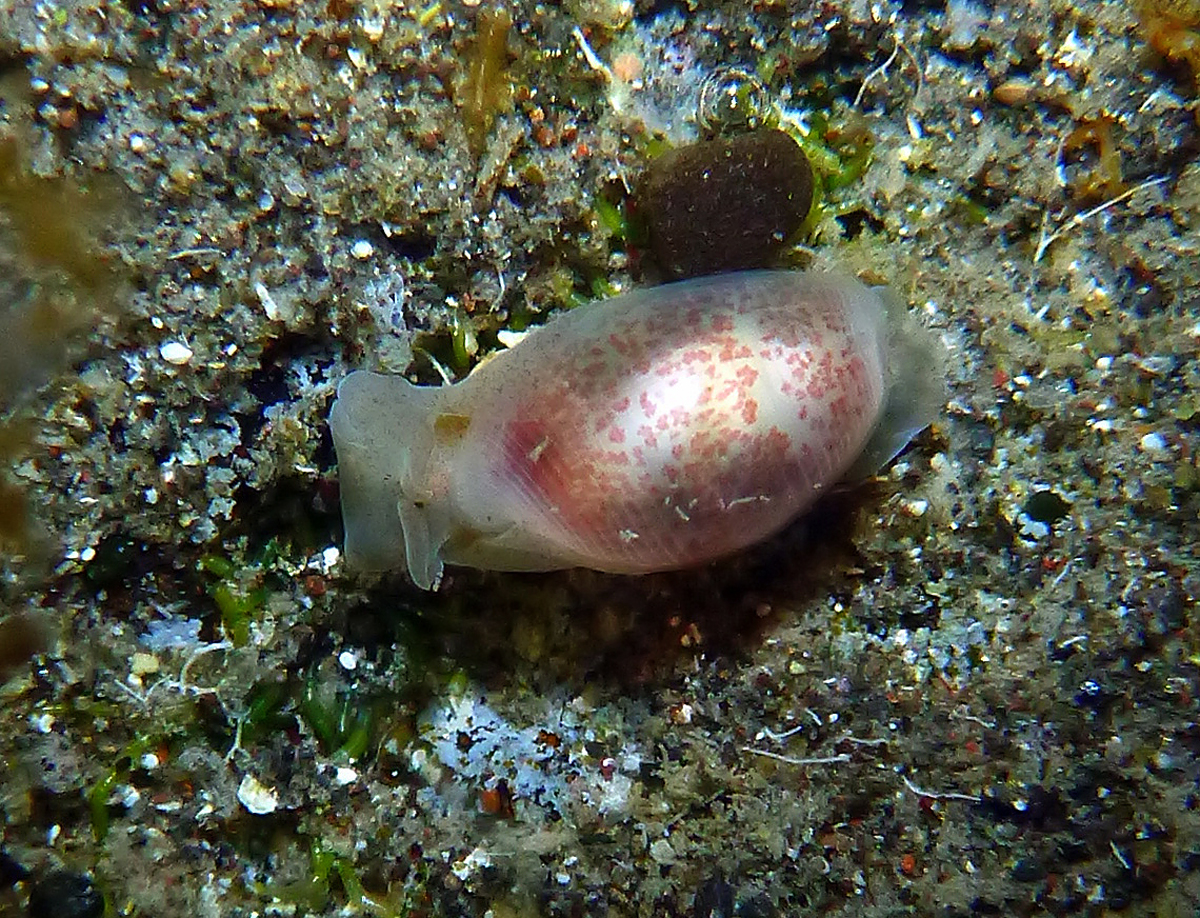
Atys semistriata
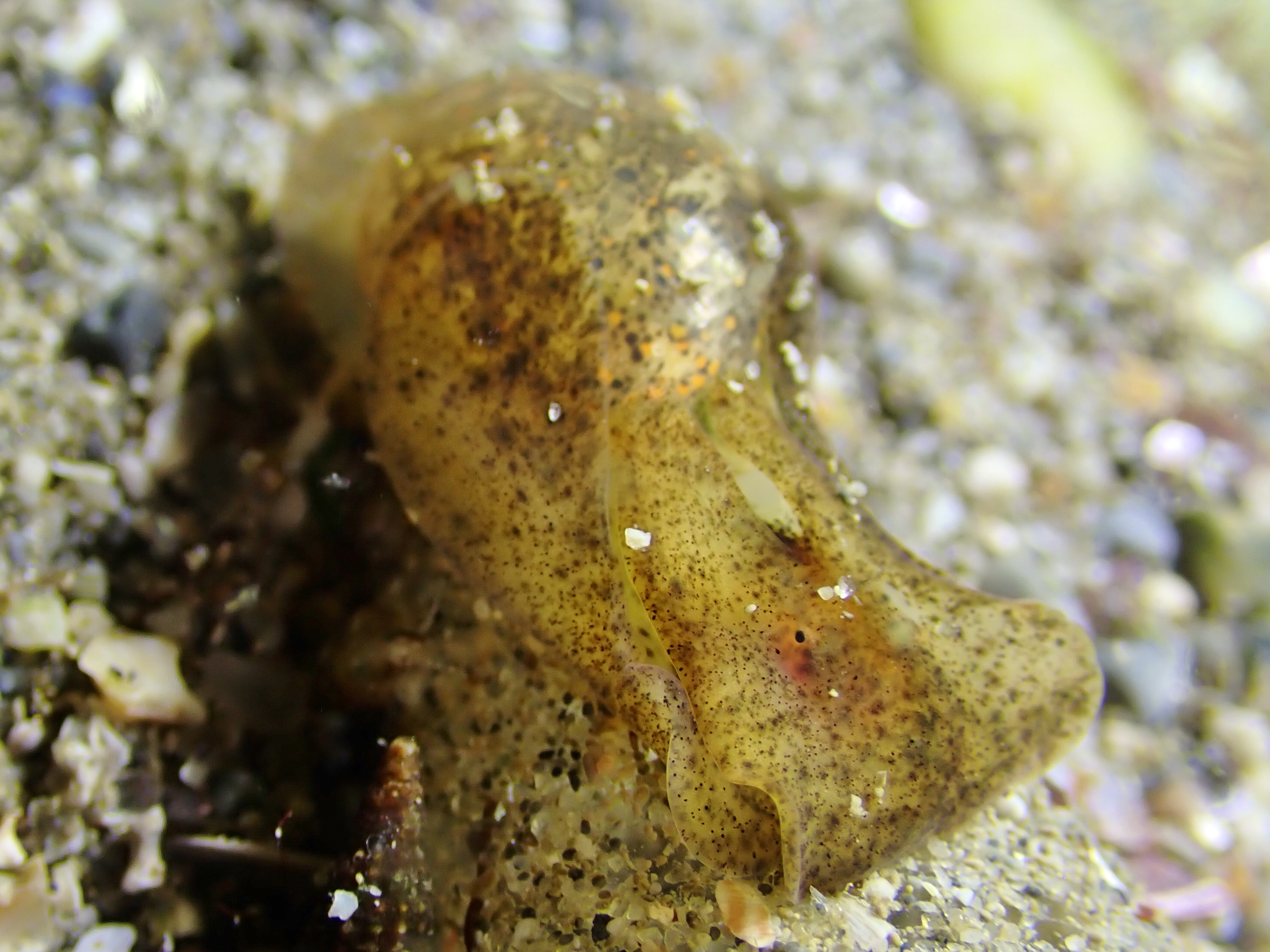
Haloa japonica
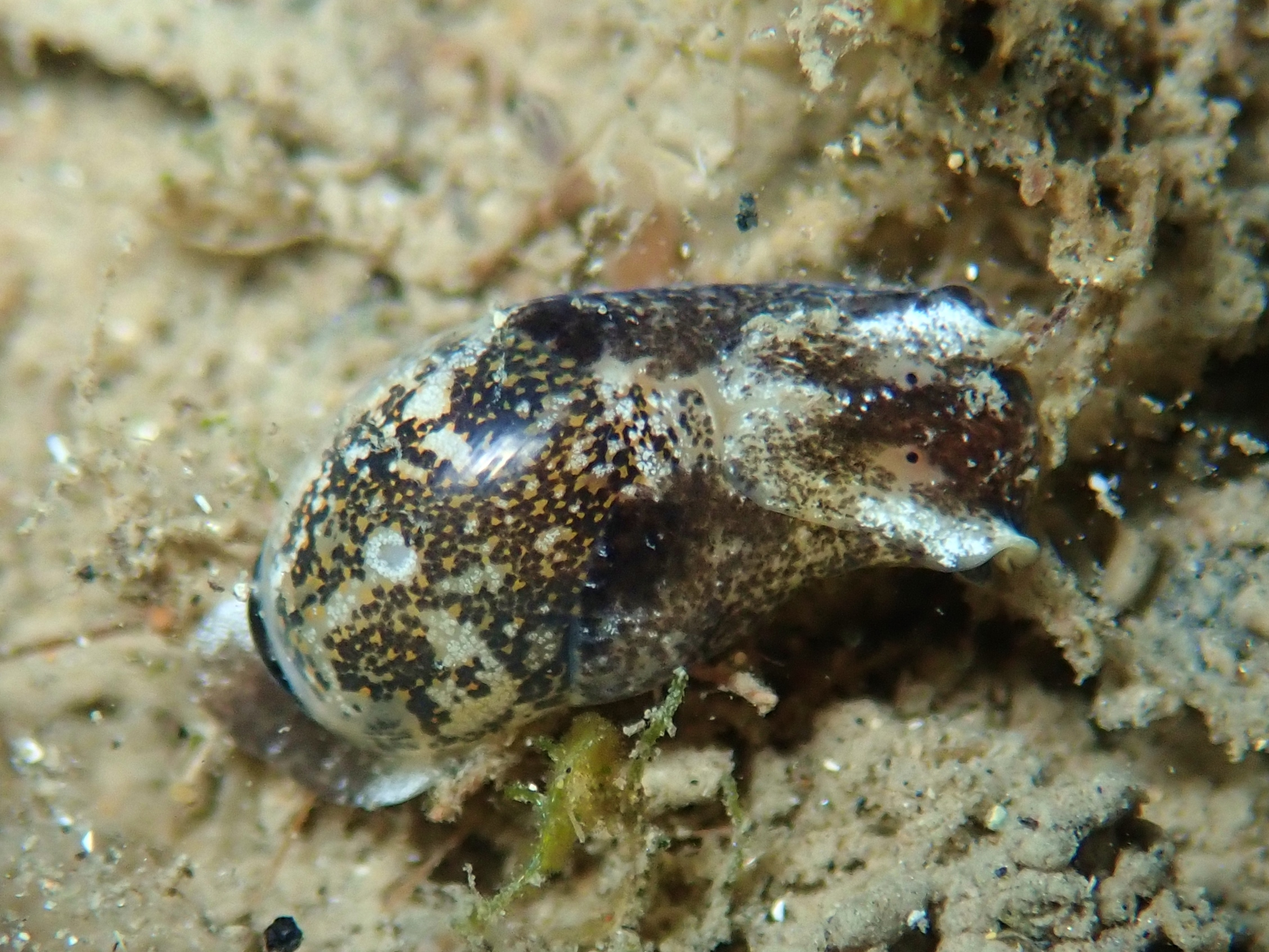
Haminoea exigua
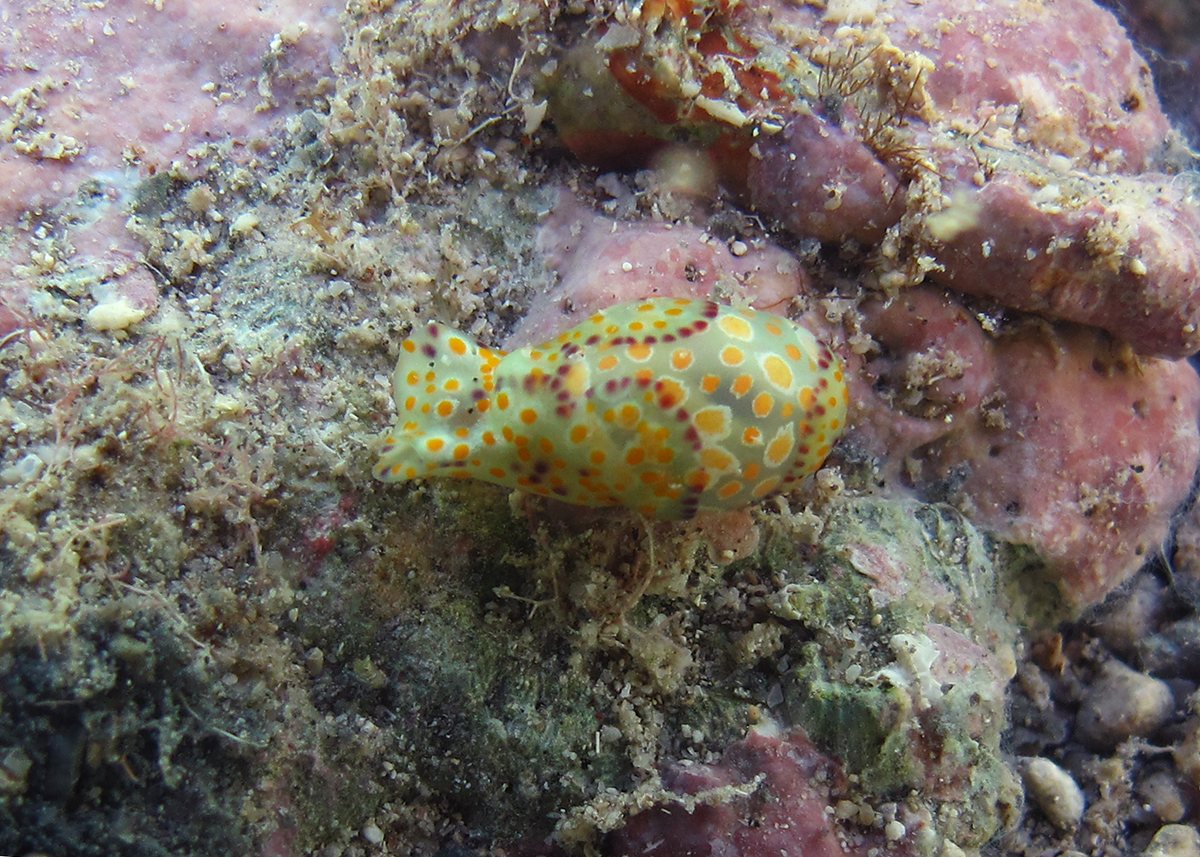
Lamprohaminoea ovalis
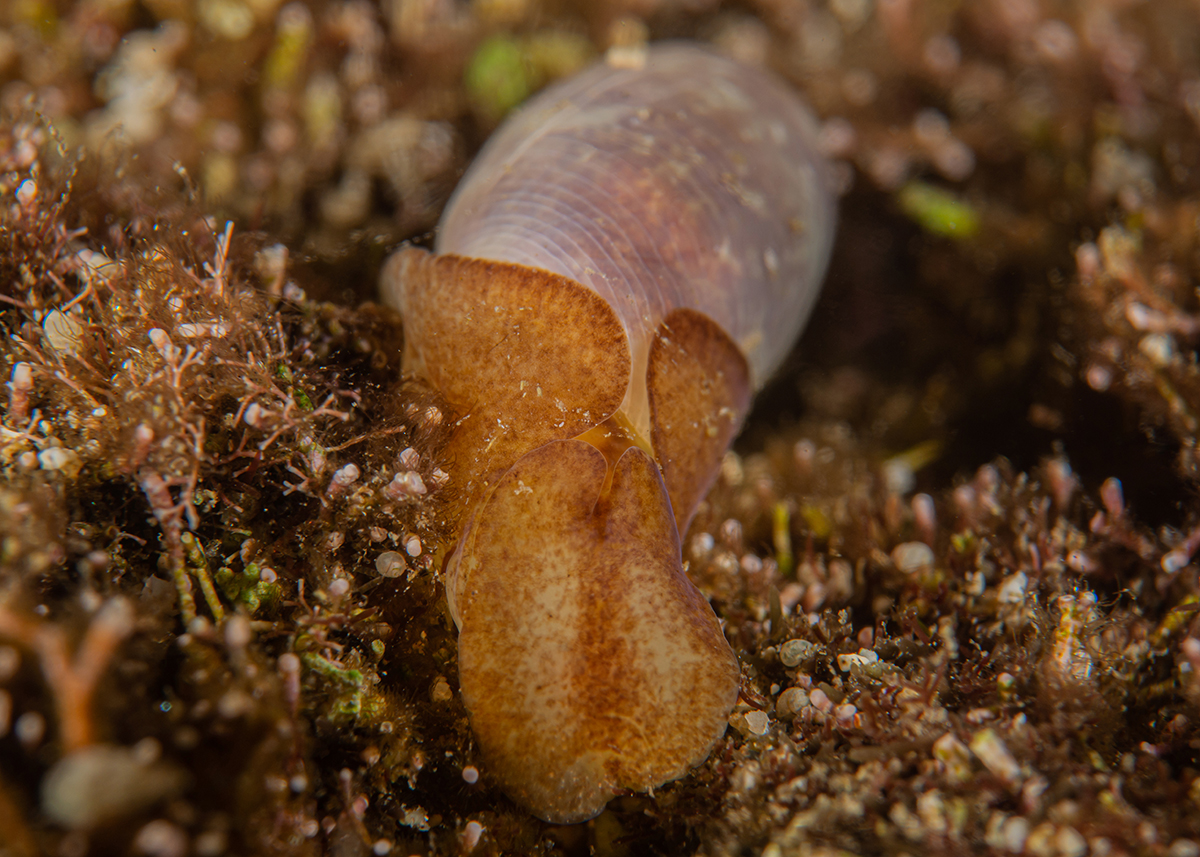
Liloa mongii
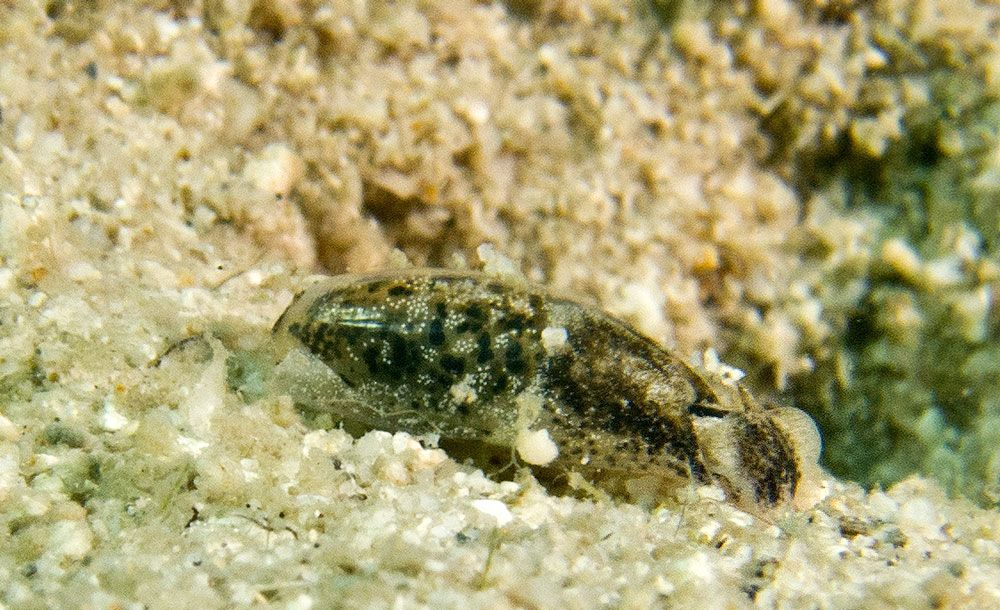
Papawera maugeansis
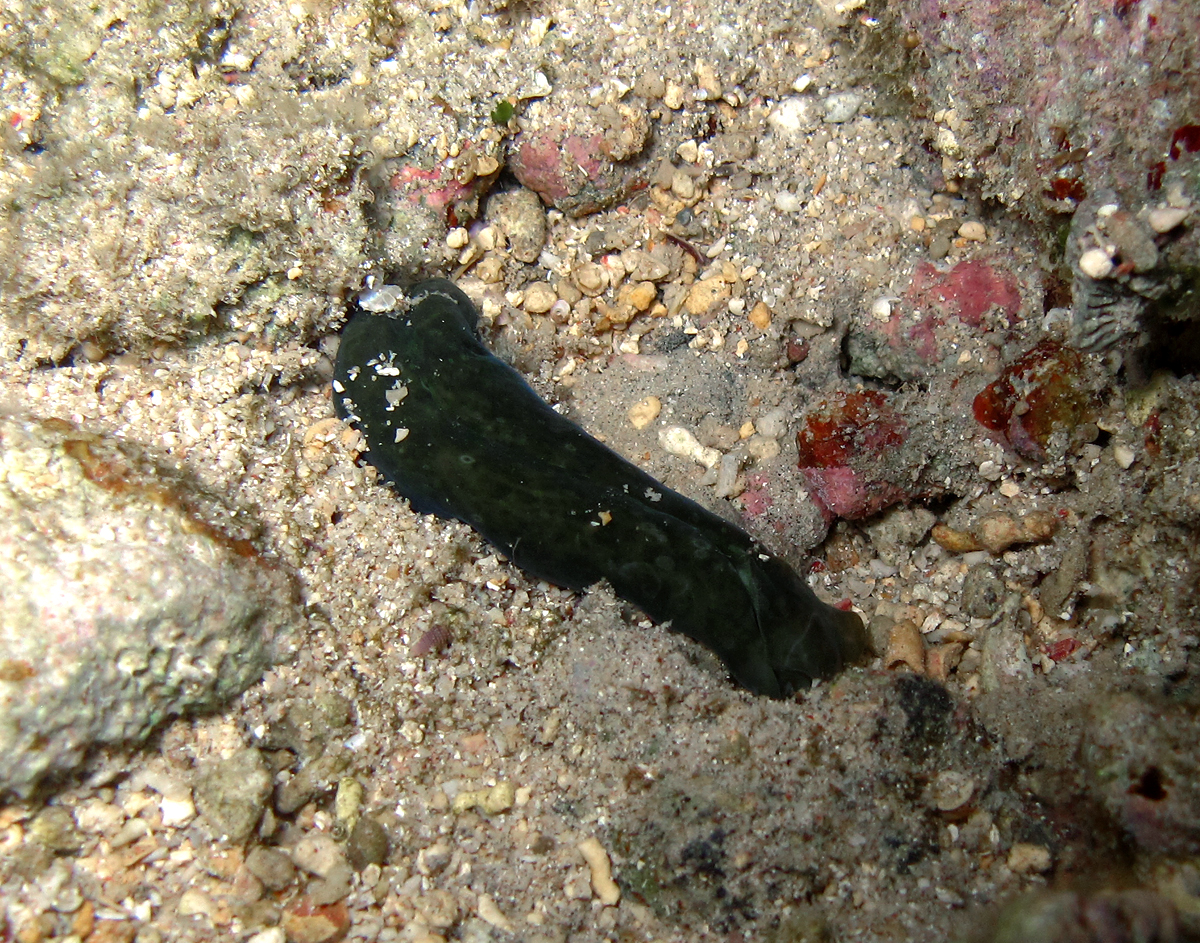
Phanerophthalmus minikoiensis
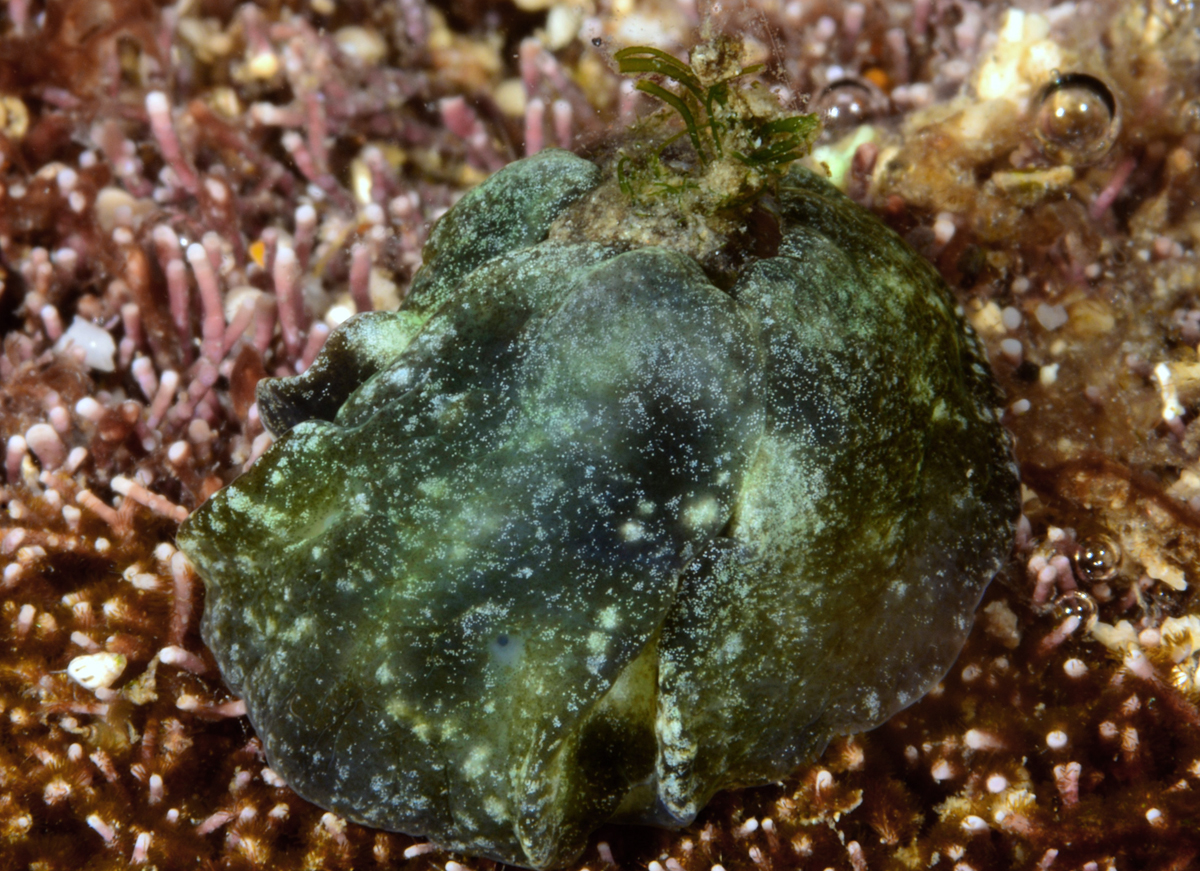
Smaragdinella calyculata

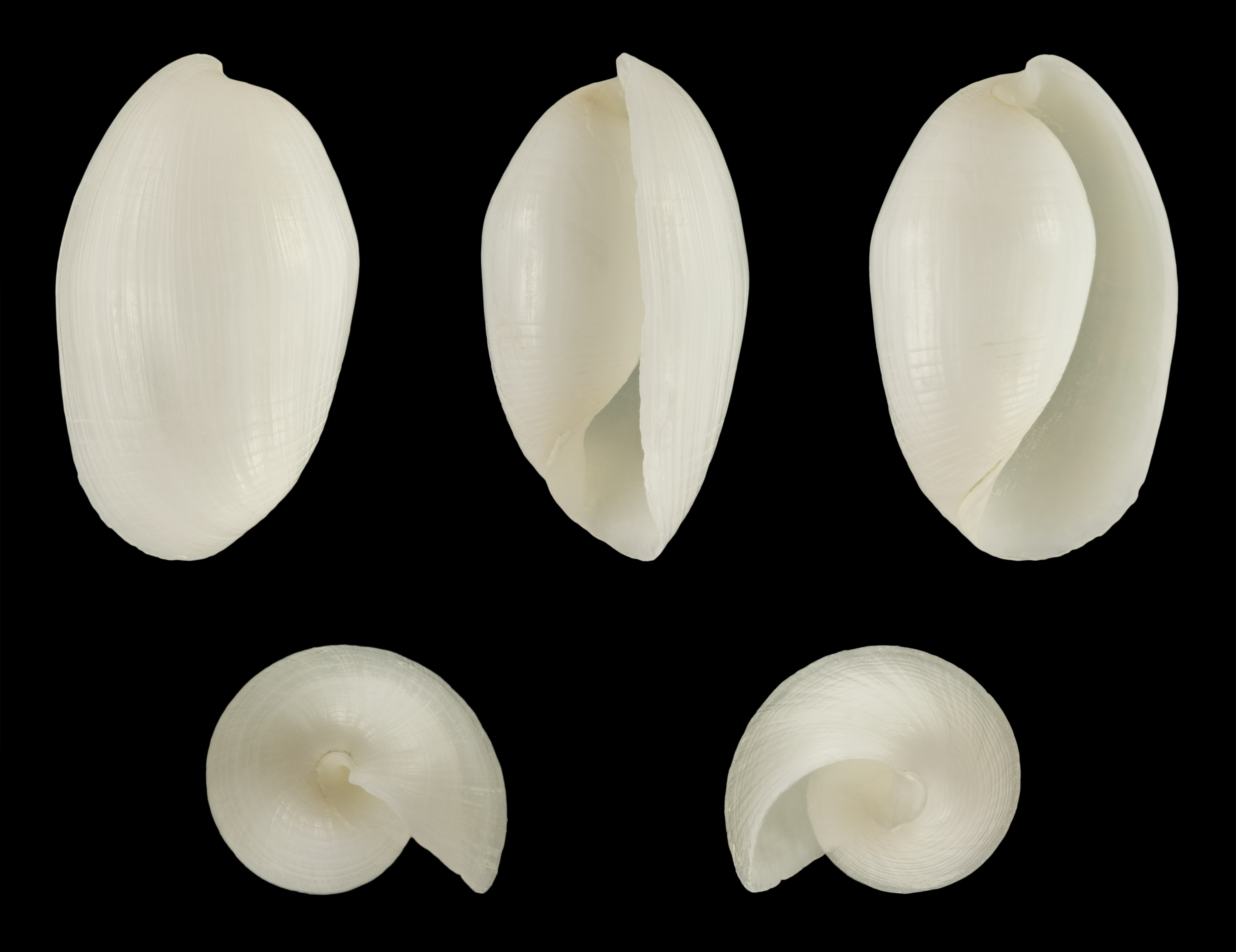
Coquille de Aliculastrum cylindricum
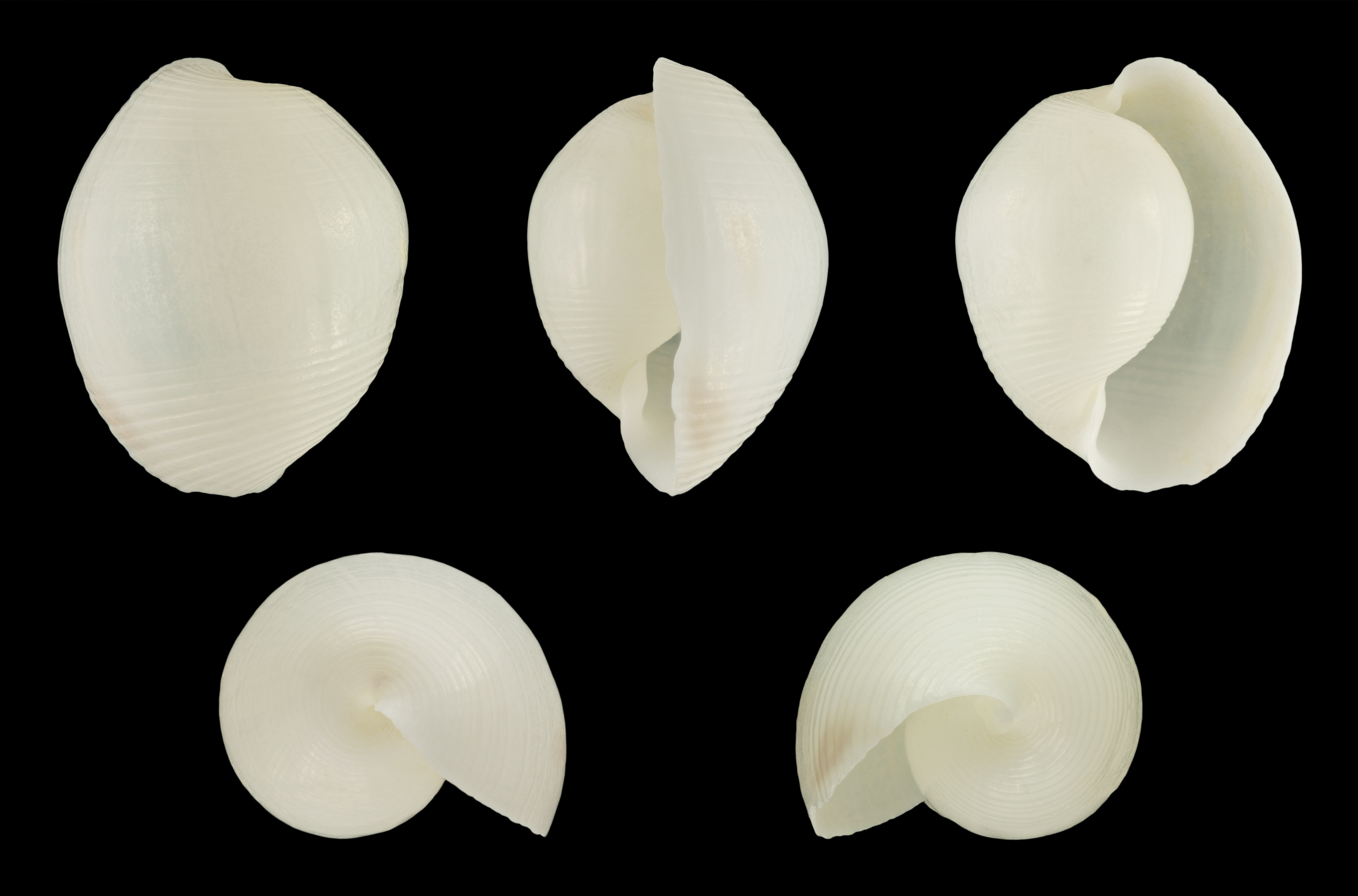
Atys naucum
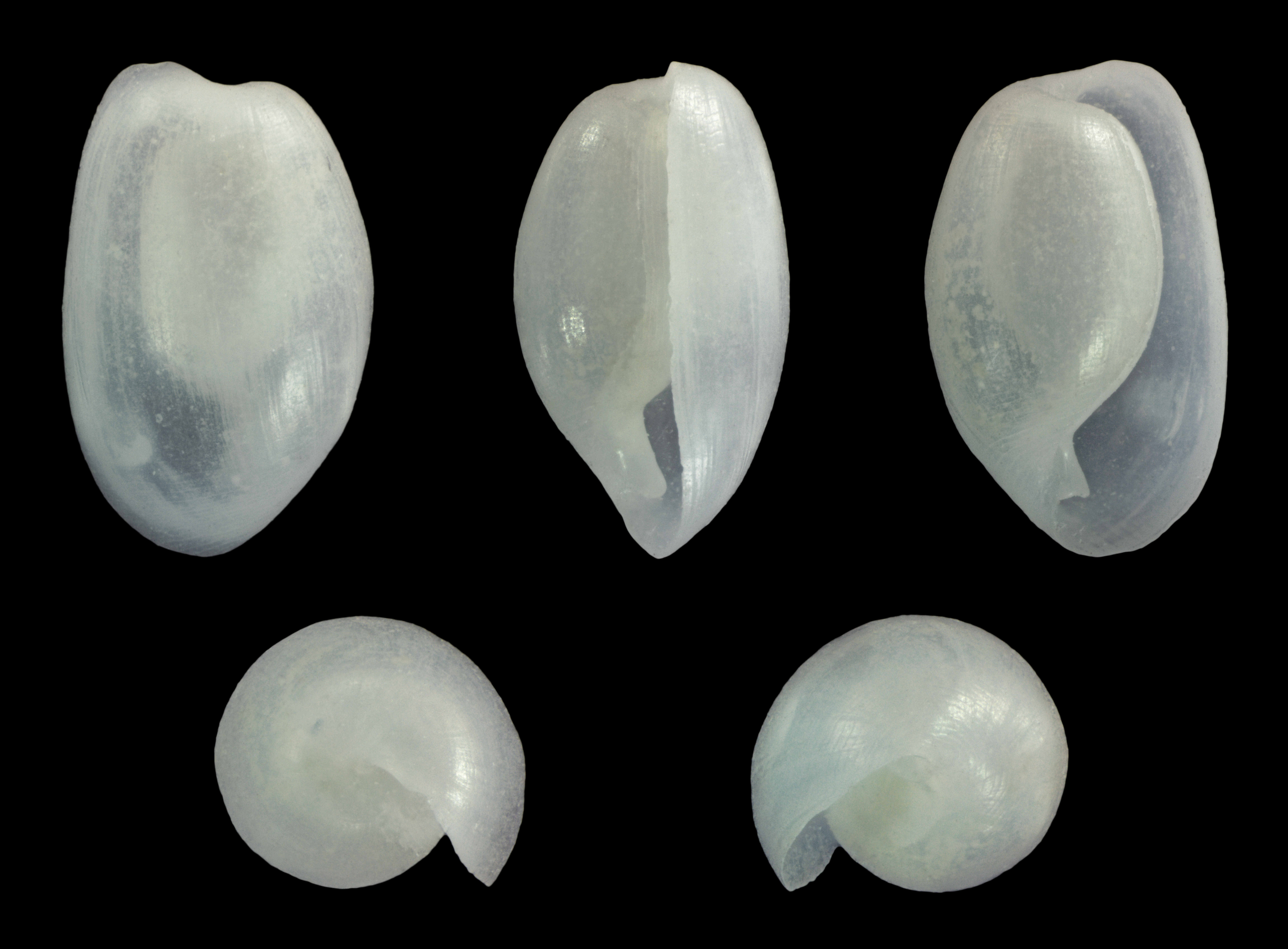
Diniatys dentifer
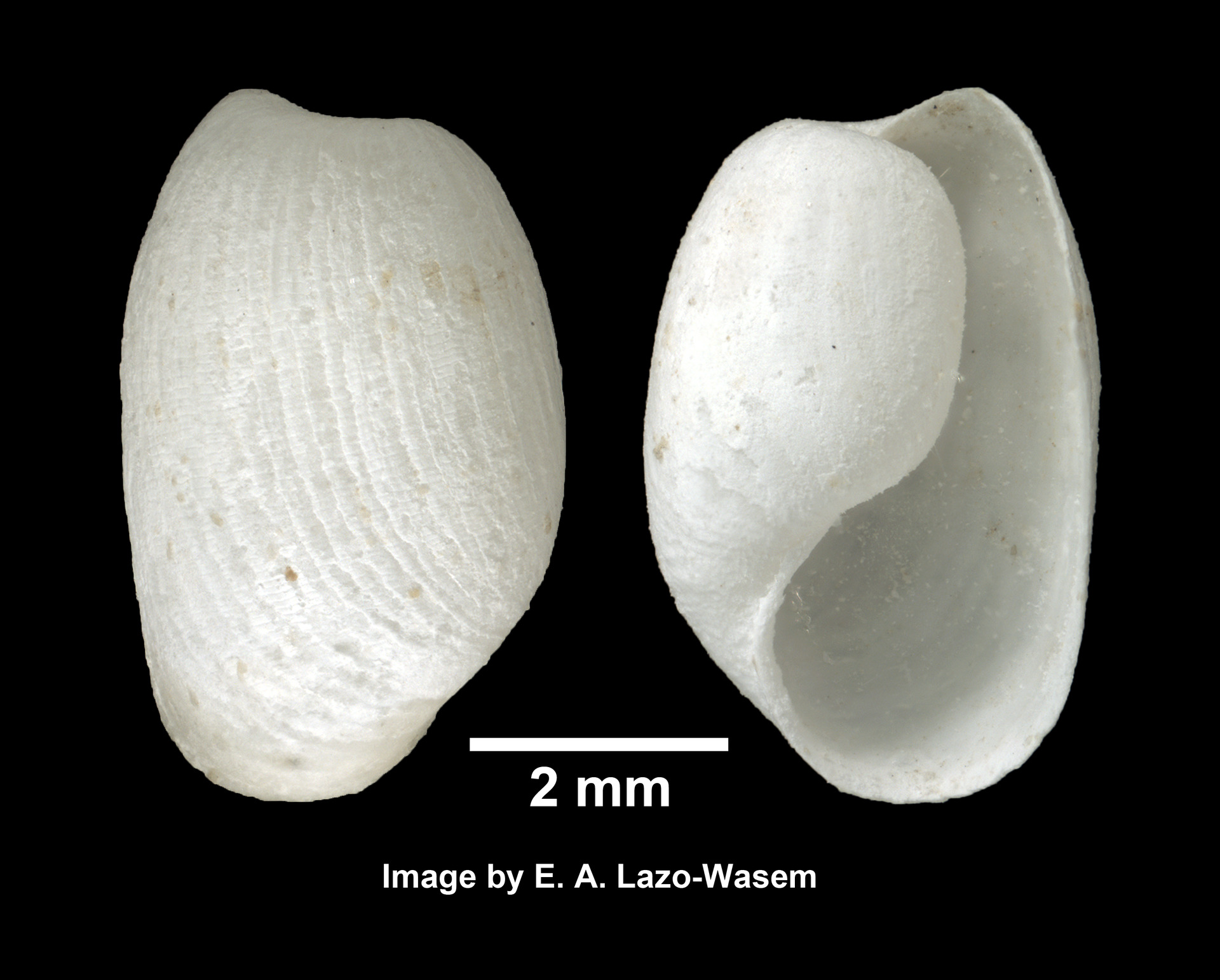
Haminella solitaria
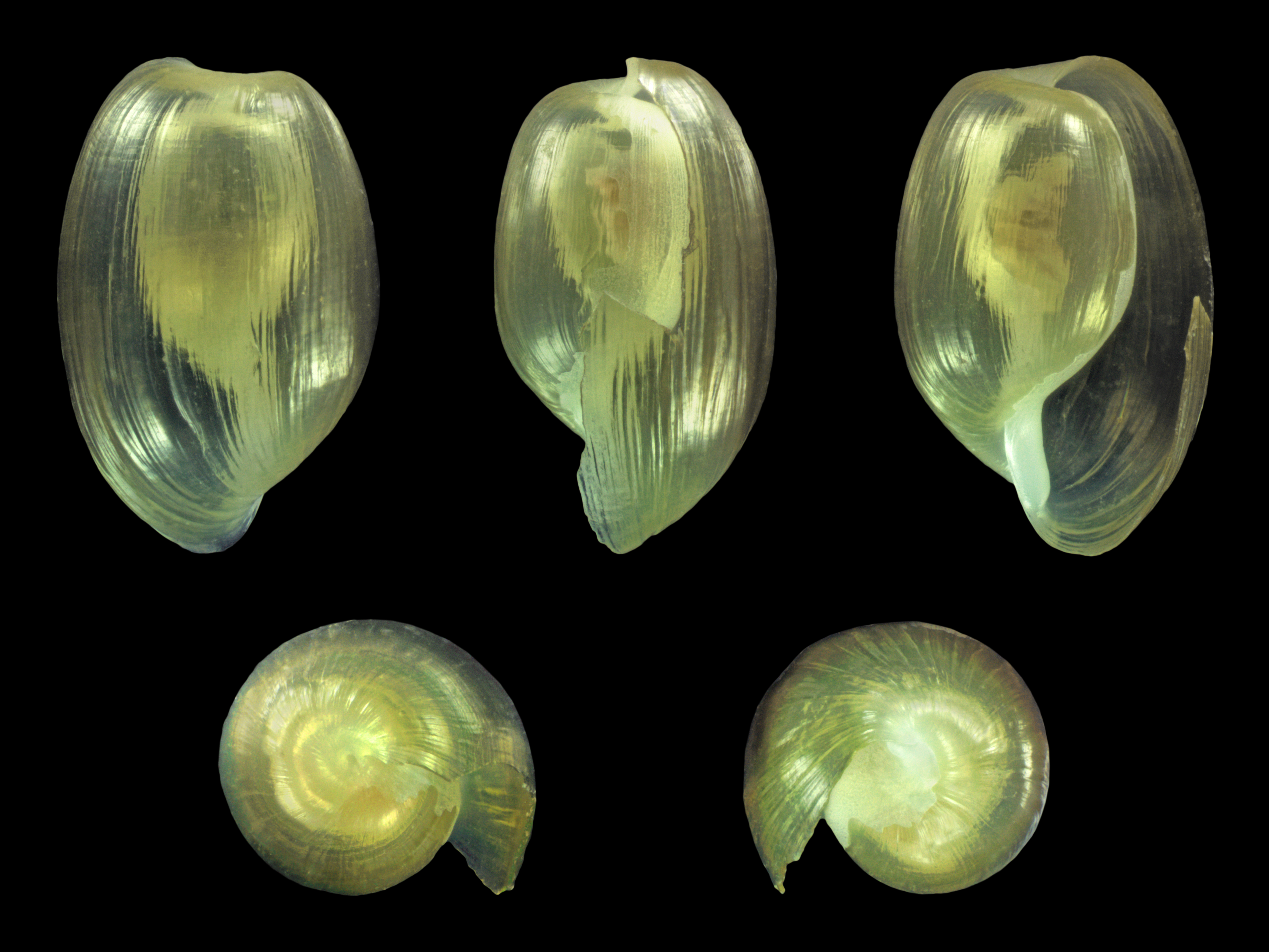
Haminoea hydatis
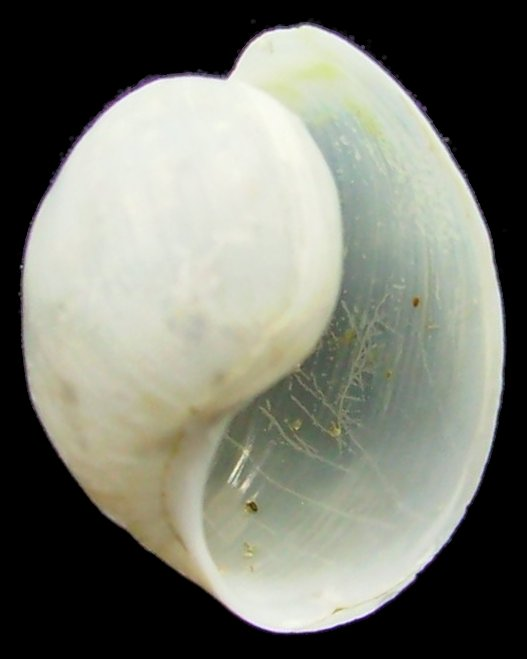
Papawera zelandiae
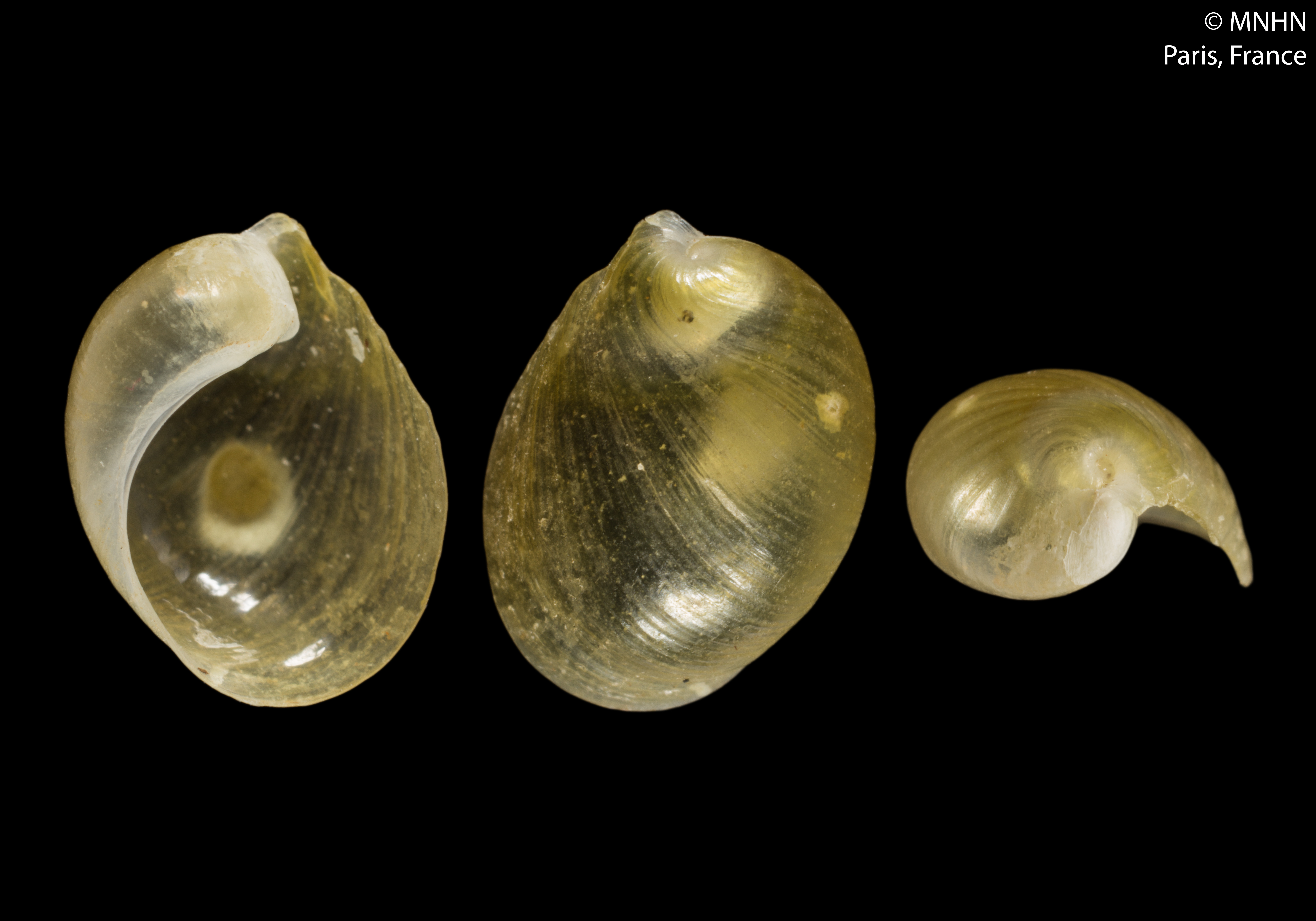
Smaragdinella fragilis